# George Marshall (Leichtathlet)
George Herbert Marshall (* 2. Oktober 1876 in Patra, Griechenland; † nach 1896) war ein britischer Leichtathlet.
Marshall war der Sohn eines britischen Arztes, der sich in Griechenland niedergelassen hatte. In den Teilnehmerlisten wird er mal mit Oxford, mal mit London assoziiert. Er war Mitglied des Sportverein Panathinaikos Athlitikos Omilos, der erst 1908 offiziell gegründet werden sollte.
Marshall nahm an den Olympischen Sommerspielen 1896 in Athen teil. Beim 100-Meter-Sprintwettbewerb kam er nicht über den fünften Vorlauf hinaus und schied als Letzter in diesem aus. Auf der 800-Meter-Distanz schied er im Vorlauf als Letzter aus. Sowohl für die 1500 Meter als auch für das Einzel und Doppel im Tennis zog er seine Teilnahme jeweils zurück.